# دائیکانیاما-چو

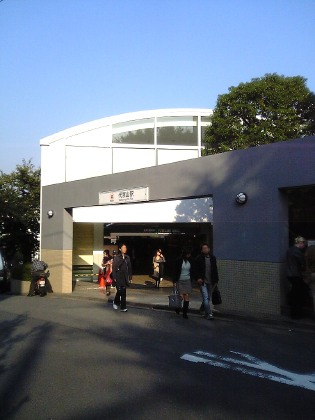
ایستگاه دائیکانیاما-چو

دائیکانیاما-چو (به ژاپنی: 代官山町 Daikan'yama-chō) یکی از محله‌های توکیو پایتخت ژاپن است که در منطقهٔ شیبویا واقع شده است.

## ایستگاه قطار
- شرکت راه‌آهن توکیو، ■ خط توکیو تویوکو ایستگاه دائیکانیاما

## نگارخانه

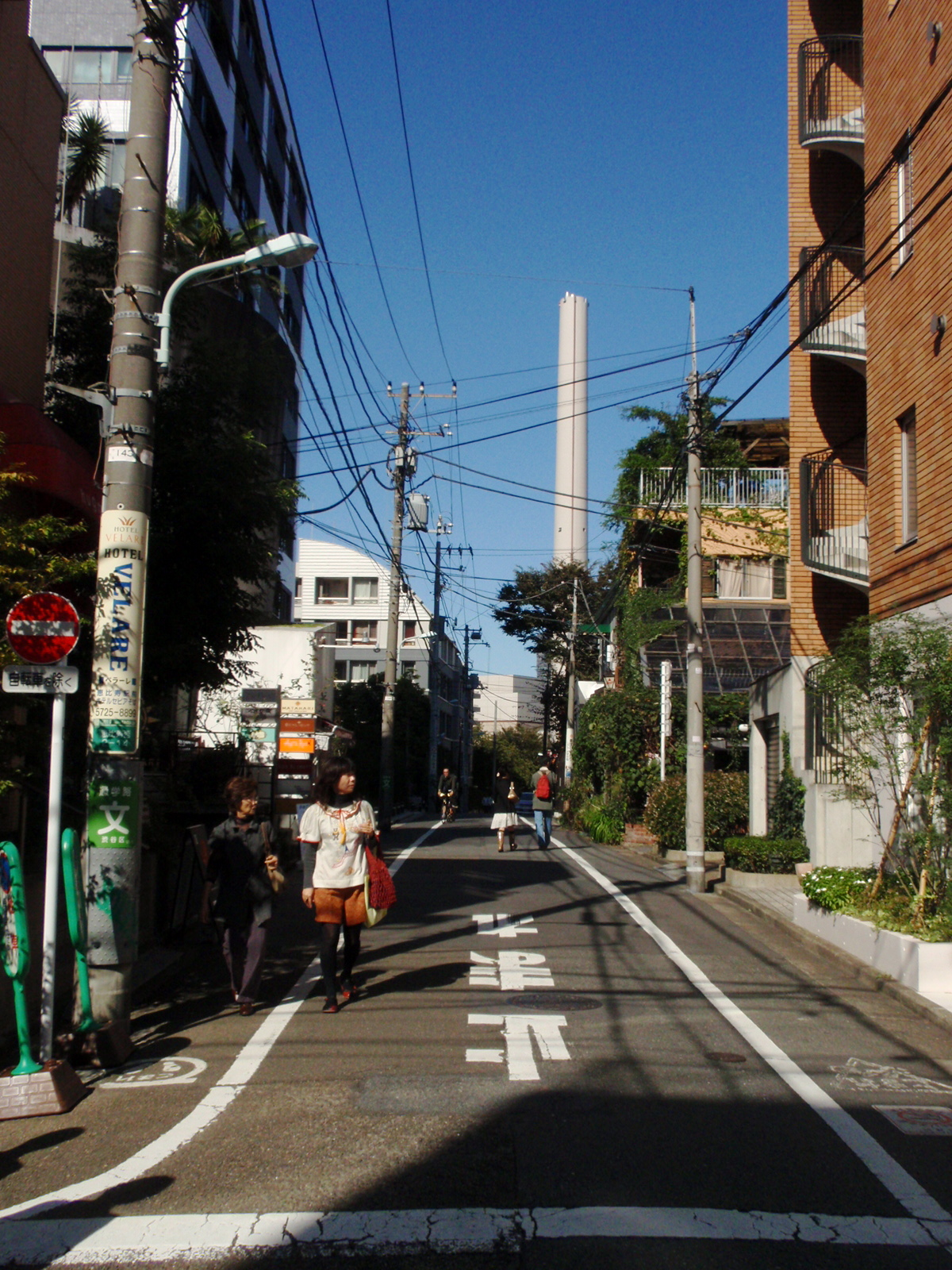
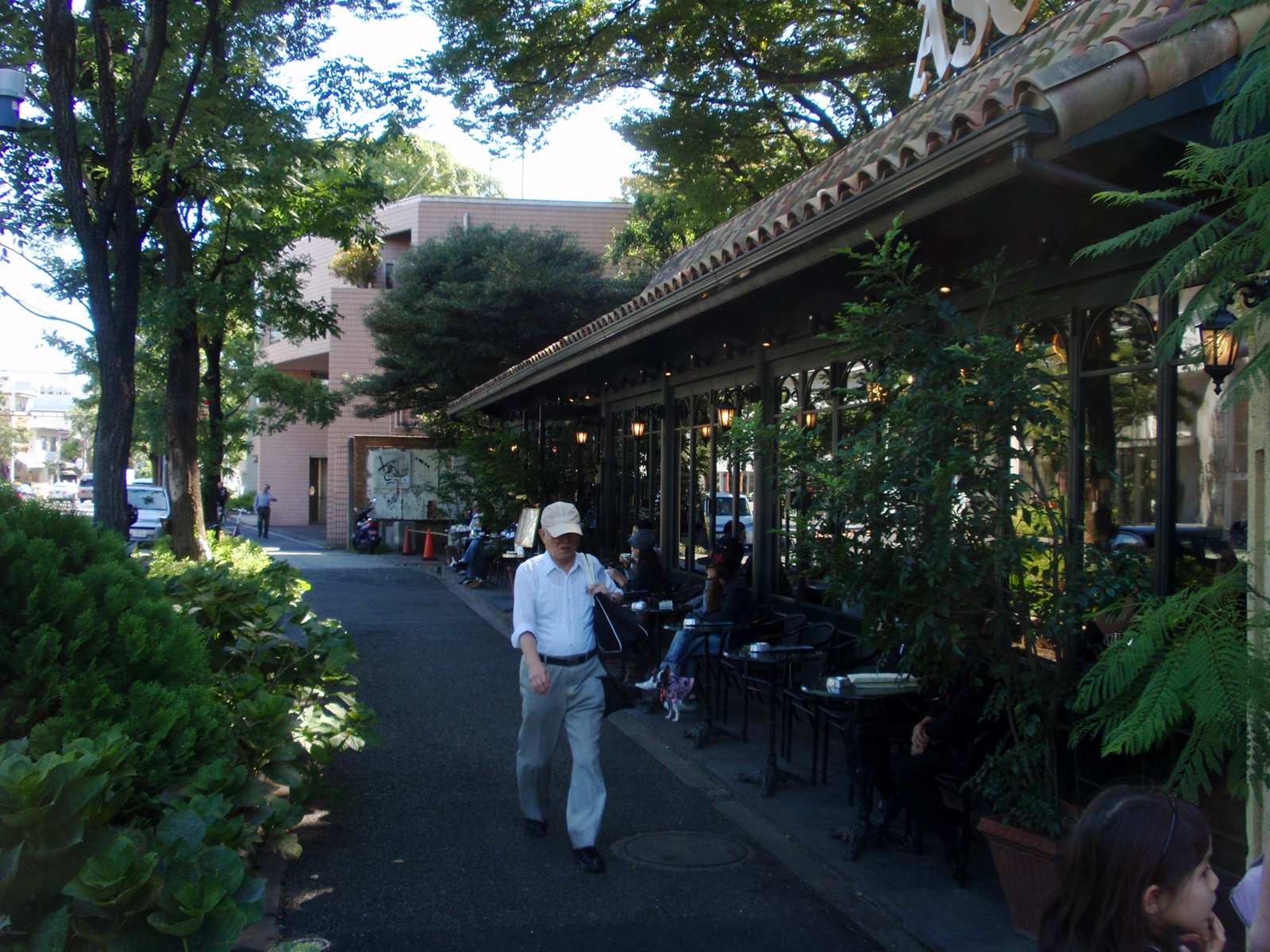
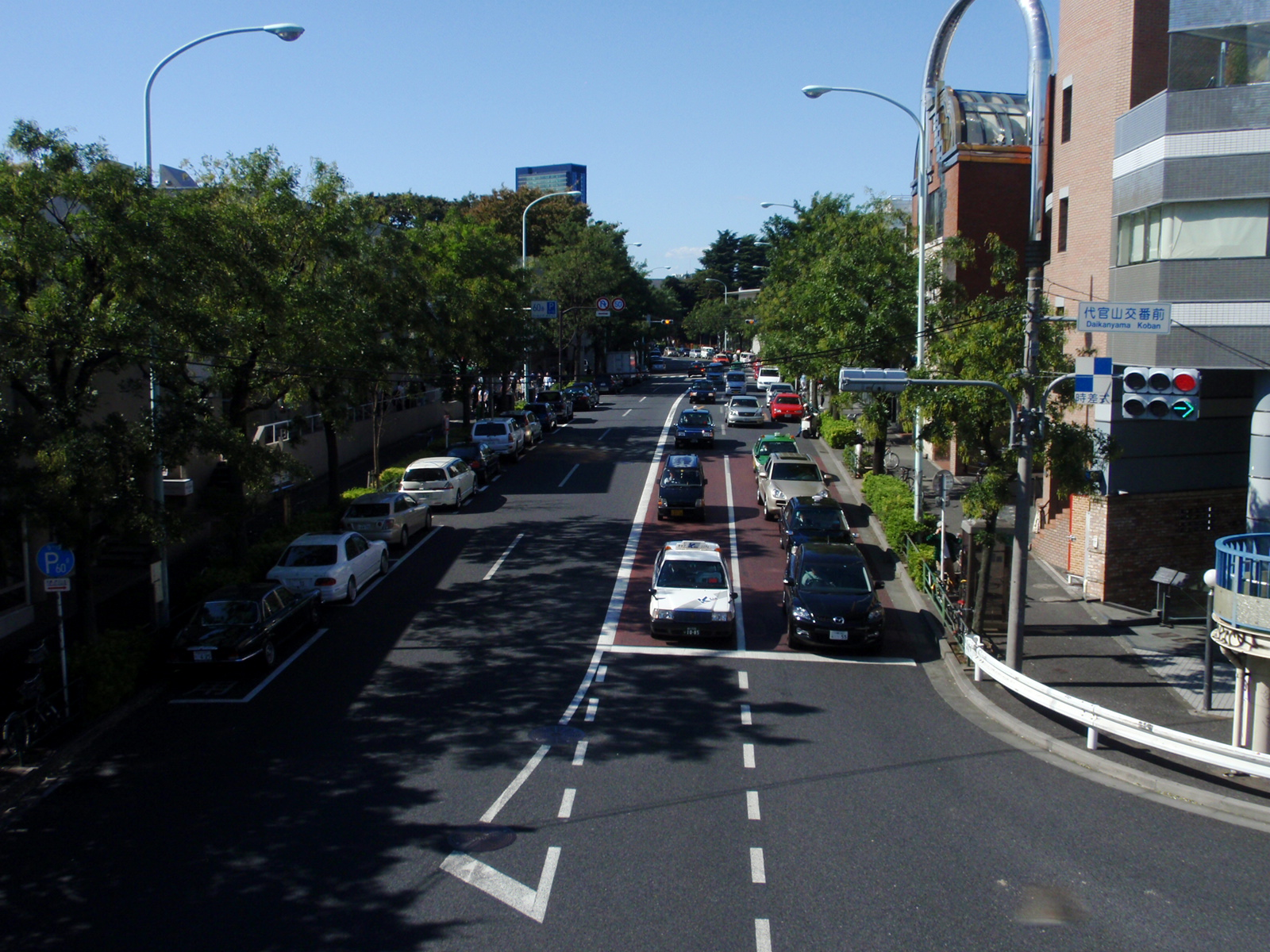
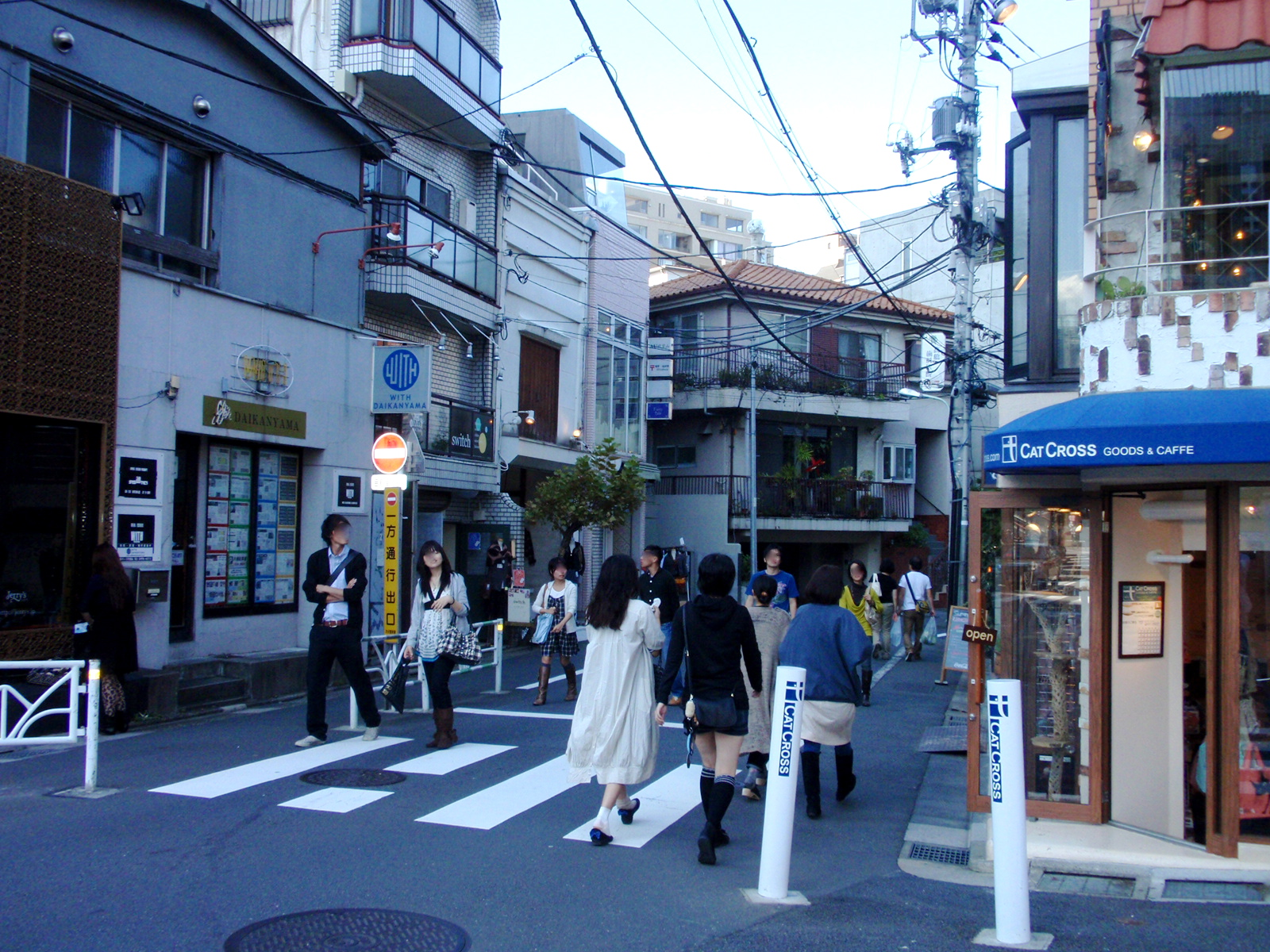